# ATP World Tour Finals 2015 - Doppio
Il doppio  dell'ATP World Tour Finals 2015 è un torneo di tennis facente parte dell'ATP World Tour 2015.
Bob e Mike Bryan erano i detentori del titolo ma sono stati sconfitti in semifinale da Jean-Julien Rojer e Horia Tecău.
Rojer e Tecău hanno sconfitto in finale Rohan Bopanna e Florin Mergea per 6–4 , 6–3.

## Teste di serie
1. Bob Bryan /  Mike Bryan (semifinale)
2. Jean-Julien Rojer /  Horia Tecău (campioni)
3. Ivan Dodig /  Marcelo Melo (semifinale)
4. Jamie Murray /  John Peers (round robin)

1. Simone Bolelli /  Fabio Fognini (round robin)
2. Pierre-Hugues Herbert /  Nicolas Mahut (round robin)
3. Marcin Matkowski /  Nenad Zimonjić (round robin)
4. Rohan Bopanna /  Florin Mergea (finale)

## Tabellone

### Legenda
| - Q = Qualificato - WC = Wild card - LL = Lucky loser | - ALT = Alternate - SE = Special Exempt - PR = Protected Ranking | - w/o = Walkover - r = Ritirato - d = Squalificato |

### Fase Finale
|  | Semifinali | Semifinali                    | Semifinali                    | Semifinali | Semifinali |  |  | Finale | Finale                        | Finale                        | Finale | Finale |  |
|  |            |                               |                               |            |            |  |  |        |                               |                               |        |        |  |
|  | 8          | Rohan Bopanna Florin Mergea   | Rohan Bopanna Florin Mergea   | 6          | 6          |  |  |        |                               |                               |        |        |  |
|  | 3          | Ivan Dodig Marcelo Melo       | Ivan Dodig Marcelo Melo       | 4          | 2          |  |  | 8      | Rohan Bopanna Florin Mergea   | Rohan Bopanna Florin Mergea   | 4      | 3      |  |
|  | 2          | Jean-Julien Rojer Horia Tecău | Jean-Julien Rojer Horia Tecău | 6          | 6          |  |  | 2      | Jean-Julien Rojer Horia Tecău | Jean-Julien Rojer Horia Tecău | 6      | 6      |  |
|  | 1          | Bob Bryan Mike Bryan          | Bob Bryan Mike Bryan          | 4          | 4          |  |  |        |                               |                               |        |        |  |

### Gruppo Ashe/Smith
|   |                              | Bryan                   | Murray Peers            | Bolelli Fognini     | Bopanna Mergea   | RR V–P | Set V–P | Game V–P | Classifica |
| 1 | Bob Bryan Mike Bryan         |                         | 6(5)–7, 7–6(5), [16–14] | 6–3, 6–2            | 4–6, 3–6         | 2–1    | 4–3     | 33–30    | 2          |
| 4 | Jamie Murray John Peers      | 7–6(5), 6(5)–7, [14–16] |                         | 7–6(5), 3–6, [11–9] | 3–6, 6(5)–7      | 1–2    | 3–5     | 33–39    | 3          |
| 5 | Simone Bolelli Fabio Fognini | 3–6, 2–6                | 6(5)–7, 6–3, [9–11]     |                     | 6–4, 1–6, [10–5] | 1–2    | 3–5     | 25–33    | 4          |
| 8 | Rohan Bopanna Florin Mergea  | 6–4, 6–3                | 6–3, 7–6(5)             | 4–6, 6–1, [5–10]    |                  | 2–1    | 5–2     | 35–24    | 1          |

La classifica viene stilata in base ai seguenti criteri: 1) Numero di vittorie; 2) Numero di partite giocate; 3) Scontri diretti (in caso di due giocatori pari merito ); 4) Percentuale di set vinti o di games vinti (in caso di tre giocatori pari merito ); 5) Decisione della commissione.

### Gruppo Fleming/McEnroe
|   |                                     | Rojer Tecău | Dodig Melo          | Herbert Mahut       | Matkowski Zimonjić | RR V-P | Set V-P | Game V-P | Classifica |
| 2 | Jean-Julien Rojer Horia Tecău       |             | 6–4, 7–6(3)         | 6–4 , 7–5           | 6–2, 6–4           | 3–0    | 6–0     | 38–25    | 1          |
| 3 | Ivan Dodig Marcelo Melo             | 4–6, 6(3)–7 |                     | 3–6, 7–6(4), [10–7] | 3–6, 7–5, [10–6]   | 2–1    | 4–4     | 32–36    | 2          |
| 6 | Pierre-Hugues Herbert Nicolas Mahut | 4–6 , 5–7   | 6–3, 6(4)–7, [7–10] |                     | 5–7, 6–3, [10–8]   | 1–2    | 3–5     | 33–34    | 3          |
| 7 | Marcin Matkowski Nenad Zimonjić     | 2–6, 4–6    | 6–3, 5–7, [6–10]    | 7–5, 3–6, [8–10]    |                    | 0–3    | 2–6     | 27–35    | 4          |

La classifica viene stilata in base ai seguenti criteri: 1) Numero di vittorie; 2) Numero di partite giocate; 3) Scontri diretti (in caso di due giocatori pari merito ); 4) Percentuale di set vinti o di games vinti (in caso di tre giocatori pari merito ); 5) Decisione della commissione.